# Gebhard I. von Plain
Gebhard I. von Plain (Pleyen) (* 1170; † 11. Oktober 1232 in Rom) war von 1222 bis 1232 Bischof von Passau.

## Leben
Gebhard wurde 1170 als zweiter Sohn des Grafen Liutpold von Plain-Hardegg und der Gräfin Utta von Burghausen geboren. Am 18. Juni 1210 erhielt er als Passauer Domherr die Pfarrei Grafenwörth.
Im März 1222 wurde er zum Bischof von Passau gewählt, wobei seine Verwandtschaft zu den Staufern eine große Rolle spielte. Er verfolgte eine energische Pfarrpolitik, die auch zu heftigen Konflikten mit nach Unabhängigkeit vom Bischof strebenden Klöstern führte.
Am 17. März 1225 erließ Gebhard das erste Passauer Stadtrecht. Im selben Jahr ließ er das Stadtrichterhaus gegenüber des Rathauses erbauen (heute das „Hotel zum Wilden Mann“) und gliederte das „Örtl“ am Zusammenfluss von Donau und Inn in die Stadt ein.
Die großen Klerus- und Klostervisitationen auf Anordnung Papst Gregors IX. führte Gebhard 1229 sehr gewissenhaft aus und exkommunizierte dabei rund 40 Äbte, Pröpste und Pfarrer seiner Diözese. Dies führte zu Konflikten mit dem Domkapitel. Sogar der Mord an Domherr Eberhard von Jahenstorf am 6. Mai 1231 wurde in der Folge Gebhard angelastet, obwohl auch Passauer Bürger verdächtigt wurden. Im Jahr 1232 lagen Papst und Kaiser im Streit und Gebhard stand auf päpstlicher Seite – das Domkapitel sympathisierte jedoch mit dem Kaiser. Dadurch uferte der Streit zwischen Bischof und Domkapitel weiter aus, was letzten Endes zur Resignation Gebhards führte. Er verließ Passau und ging nach Rom, wo er am 11. Oktober 1232 starb.